# Biografielijst Wu

## Wu

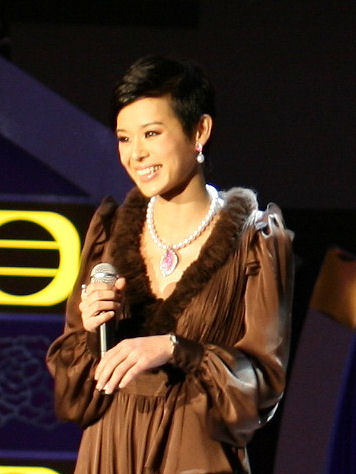
Myolie Wu

- Alex Wu Ashun (1985), Chinees golfspeler
- Chien-Shiung Wu (1912-1997), Chinees-Amerikaans natuurkundige
- Harry Wu, geboren als Wu Hongda, (1937-2016), Chinees mensenrechtenactivist
- Jack Wu (1977), Hongkongs televisieacteur en presentator
- Kristy Wu (1982), Amerikaans actrice
- Myolie Wu (1979), Hongkongs televisieactrice
- Wu Bangguo (1941-2024), Chinees politicus
- Wu Cheng'en (ca. 1500-1582), Chinees schrijver en dichter
- Wu Daozi (680-740), Chinees kunstenaar
- Wu Fei (1977), Chinees componiste, performer en improvisatieartieste
- Wu Jiaduo (1979), Duits tafeltennisster
- Wu Jianquan (1870-1942), Chinees vechtsporter
- Wu Jinghua (1931-2007), Chinees politicus
- Wu Liangyong (1922), Chinees stedenbouwkundige en hoogleraar
- Wu Peng (1987), Chinees zwemmer
- Wu Qi (4e eeuw v.Chr.), Chinees minister van de staat
- Wu Yi (1938), Chinees politica
- Wu Ying (1981), Chinees ondernemer
- Wu Zetian (625-705), Chinees keizerin (690-705)

## Wub
- Ed Wubbe (1957), Nederlands choreograaf
- Cornelis Philippus Ebbinge Wubben (1837-1904), Nederlands burgemeester
- Gerrit Jan Hillegondus Ebbinge Wubben (1834-1908), Nederlands notaris en burgemeester
- Hendrika Cornelia Maria (Ria) Vedder-Wubben (1951), Nederlands politica
- Kurt Wubben (1972), Nederlands marathon- en langebaanschaatser
- Niels Wubben (1988), Nederlands veldrijder
- Leonard Wübbena (1946), Duits graficus en beeldhouwer
- Hans Wübbers (1937), Duits componist en dirigent
- Brant Durk Wubs (1943-2008), Nederlands advocaat

## Wuc
- Abraham Wuchters (1608-1682), Vlaams kunstschilder en graveur

## Wud
- Wudstik, pseudoniem van Jermain van der Bogt, (1981), Nederlands vocalist, Muziekproducent en liedjesschrijver

## Wue
- Daniel Wuensche (1985), Duits golfer
- Donald William Wuerl (1940), Amerikaans geestelijke en aartsbisschop van Washington

## Wuh
- Robert Wuhl (1951), Amerikaans acteur
- Paul Wühr (1927), Duits schrijver
- Kari Samantha Wührer (1967), Amerikaans actrice en producer

## Wui
- Louis Wuillem (1888-1958), Belgisch kunstschilder
- Laurent Wuillot (1975), Belgisch voetballer

## Wul
- Willi Wülbeck (1951), Duits atleet
- Charles Henri Louis Jules (Karel) De Wulf (1865-1904), Belgisch architect en oudheidkundige
- Frank De Wulf, Vlaams muziekproducer
- Jimmy De Wulf (1980), Belgisch voetballer
- Philippe De Wulf (1979), Belgisch zwemmer
- Roger De Wulf (1929-2016), Vlaams politicus
- Theodor Wulf (1868-1946), Duits jezuïetenpater en natuurkundige
- Bettina Wulff, geboren als Bettina Körner, (1973), Duits presidentsvrouw
- Christian Wilhelm Walter Wulff (1959), Duits politicus en president (2010-2012)
- Sebastian Alexander Wulff (1989), Nederlands acteur, televisiemaker en presentator
- Wilhelmus Antonius Ferdinandus Wulfingh (1839-1906), apostolisch vicaris van Suriname
- Wulfoald (+680), hofmeier onder koning Childeric II
- Mathijs Wulfraet (1648-1727), Nederlands kunstschilder
- Wulfram van Fontenelle (ca. 640-703), Frankisch bisschop en missionaris
- Wulfred (8e eeuw), Brits monnik en aartsbisschop van Canterbury (805-832)
- Simon Wulfse (1952), Nederlands Sterkste Man en powerlifter
- Wulfstan (ca. 1008-1095), bisschop van Worcester (1062-1095) en heilige
- Wulfstan II (+1023), bisschop van Londen, bisschop van Worcester en aartsbisschop van York
- Henk Wullems (1936), Nederlands voetbalcoach
- Werner Wüller (1961), Duits wielrenner
- Gerard van der Wulp (1950), Nederlands journalist, woordvoerder en diplomaat
- Xander van der Wulp (1974), Nederlands politiek tv-journalist
- Adriaan van Renesse van Wulven (1501-1559), Nederlands geestelijke

## Wum
- Geert Aeilco Wumkes (1869-1954), Nederlands-Fries theoloog, predikant en historicus

## Wun
- Roelof Wunderink (1948), Nederlands autocoureur
- Vic Wunderle (1976), Amerikaans boogschutter
- Friedrich Karl Otto (Fritz) Wunderlich (1930-1966), Duits operazanger
- Klaus Wunderlich (1931-1997), Duits (elektronisch) organist
- Wilhelm Max Wundt (1832-1920), Duits psycholoog, psychiater, fysioloog en filosoof
- Wunibald (701-761), Engels geestelijke en heilige
- Alexander Emil Wunnink (1887-1953), Nederlands theaterdirecteur
- Karel Wunnink (1906-1973), Nederlands theaterdirecteur
- Michael Wunnink (1979), Nederlands schaker

## Wuo
- Charles Wuorinen (1938), Amerikaans componist, muziekpedagoog, dirigent en pianist
- Aileen Carol Wuornos (1956-2002), Amerikaans seriemoordenares

## Wup

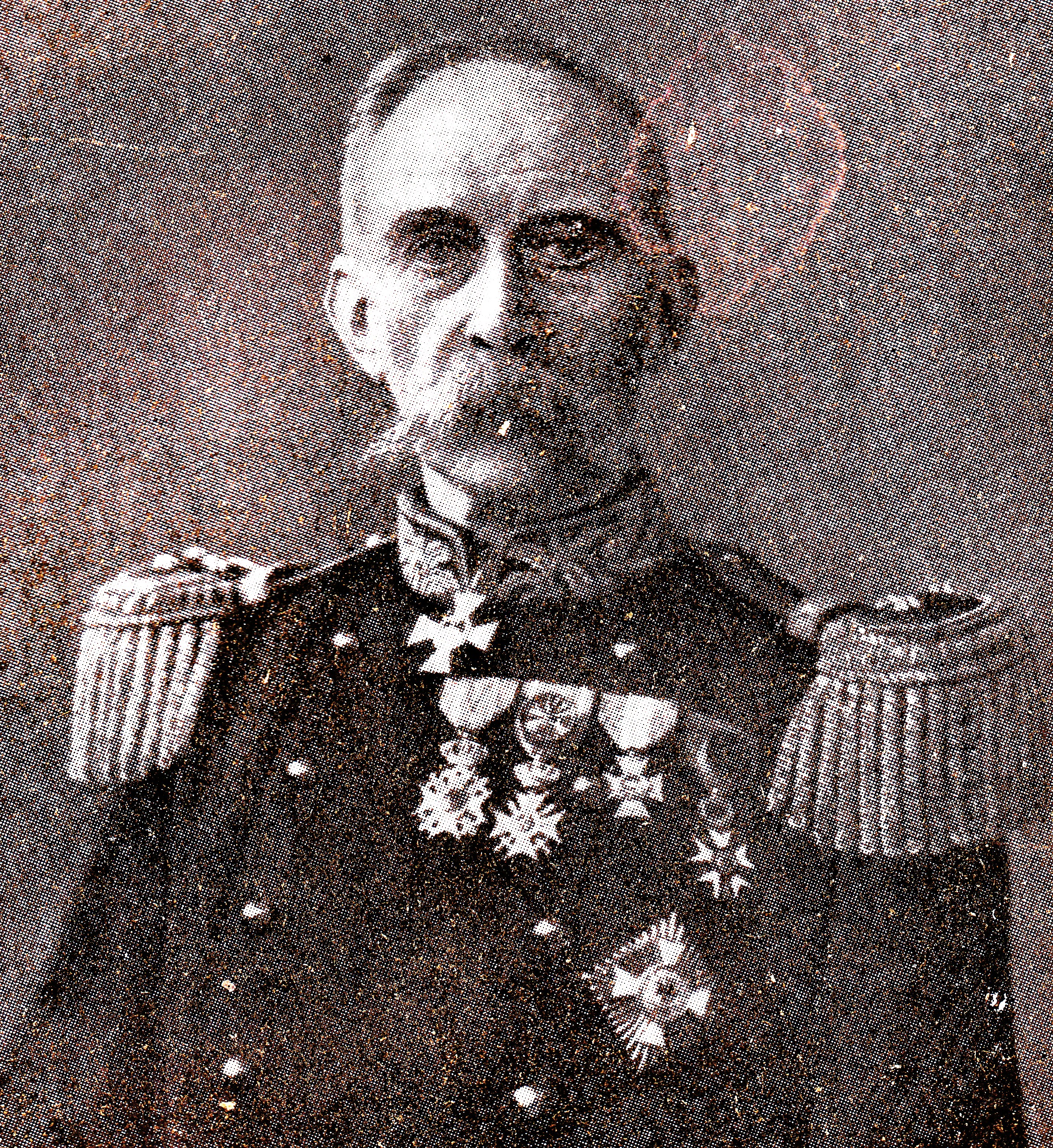
Generaal Willem Ernst August Wüpperman

## Wur

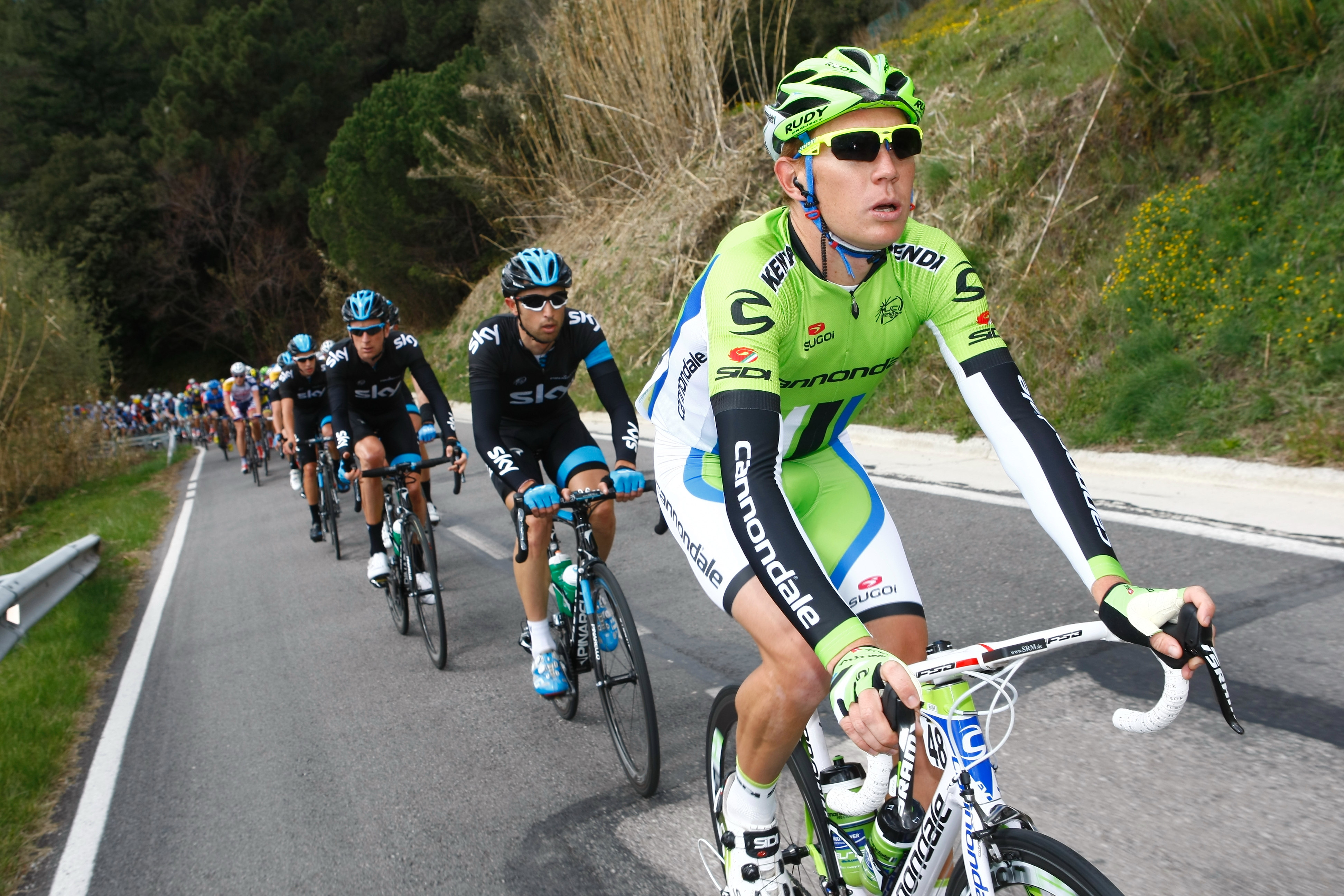
Cameron Wurf (2013)

- Cameron Wurf (1983), Australisch wielrenner
- Edgar Wurfbain (1977), Nederlands acteur en ondernemer
- Erik van der Wurff (1945), Nederlands pianist, componist muziekproducent en dirigent
- Friedrich Wurmböck (1903-1987), Oostenrijks handballer
- Richard Wurmbrand (1909-2001), Roemeens predikant, schrijver en leraar
- Adriënne Wurpel (1956), Nederlands theater- en televisieregisseur
- Eugenius Willem van Württemberg (1820-1875), Duits hertog
- Anthonie Cornelis Wouter Wurth (1967), Nederlands judoka
- François-Xavier Wurth-Paquet (1801-1885), Luxemburgs jurist, politicus en historicus
- Janny Wurts (1953), Amerikaans schrijfster
- Agnes van Württemberg (1835-1886), Duits edelvrouwe en schrijfster
- Albrecht Maria Alexander Filips Jozef van Württemberg (1865-1939), Duits hertog en generaal-veldmaarschalk
- Alexander Paul Lodewijk Constantijn van Württemberg (1804-1885), hertog van Württemberg
- Amalie Therese Louise Wilhelmina Philippine (Amelie), hertogin van Württemberg (1799-1848), hertogin van Württemberg, dochter van hertog Lodewijk van Württemberg en prinses Henriëtte van Nassau-Weilburg
- Augusta Elisabeth van Württemberg (1734-1787), Duits hertogin
- Auguste Wilhelmine Henriette van Württemberg (1826-1898), Duits prinses
- Carl Maria Peter Ferdinand Philipp Albrecht Joseph Michael Pius Konrad Robert Ulrich von Württemberg (1936-2022), hoofd van het huis Württemberg
- Elisabeth Alexandrine Constance van Württemberg (1802-1864), dochter van Henriëtte van Nassau-Weilburg en Lodewijk van Württemberg
- Élsa Mathilde Maria van Württemberg (1876-1936), hertogin van Württemberg
- Everhard I van Württemberg (1265-1325), graaf van Württemberg (1279-1325)
- Everhard II van Württemberg (na 1315-1392), graaf van Württemberg (1344-1392)
- Everhard III van Württemberg (+1417), graaf van Württemberg (1392-1417)
- Everhard IV van Württemberg (1388-1419), graaf van Württemberg (1417-1419)
- Filips Alexander Maria Ernst van Württemberg (1838-1917), hertog van Württemberg
- Frederik August Everhard (August) van Württemberg (1813-1885), Duits prins en generaal-maarschalk
- Frederik Eugenius van Württemberg (1732-1797), hertog van Württemberg (1795-1797
- Frederik I van Württemberg (1557-1608), hertog van Württemberg
- Frederik I Willem Karel van Württemberg (1754-1816), hertog van Württemberg (1797-1803) en koning van Württemberg (1803-1816)
- Frederik Willem Alexander van Württemberg (1802-1881), zoon van Alexander Frederik van Württemberg en van Antoinette van Saksen-Coburg-Saalfeld
- Frederik Willem Alexander van Württemberg (1802-1881), hertog van Württemberg
- Frederika (Charlotte) Maria van Württemberg (1807-1873),
- Frederika Catharina Sophia Dorothea (Catharina) van Württemberg (1783-1835), prinses van Württemberg en koningin van Westfalen (1807-1814)
- Hartman I van Württemberg (1160-1240), graaf van Württemberg (1181-1240)
- Karel Eugenius van Württemberg (1728-1793), hertog van Württemberg (1737-1793)
- Karel I Frederik Alexander van Württemberg (1823-1891), koning van Württemberg (1864-1891)
- Koenraad I van Württemberg (1060-1110), heer van Württemberg (1083-1110)
- Koenraad II van Württemberg (+1143), heer van Württemberg (1110-1143)
- Lodewijk Frederik Alexander van Württemberg (1756-1817), hertog van Württemberg
- Lodewijk I van Württemberg (1119-1158), graaf van Württemberg (1143-1158)
- Lodewijk II van Württemberg (1137-1181), graaf van Württemberg (1158-1181)
- Lodewijk III van Württemberg (1166-1241), graaf van Württemberg (1194-1241)
- Maria Dorothea Louise Wilhelmina Caroline van Württemberg (1797-1855), dochter van Lodewijk van Württemberg en van Henriëtte van Nassau-Weilburg
- Maria Isabella Philippine Theresia Mathilde Jozefine van Württemberg (1871-1904), hertogin van Württemberg
- Marie Friederike Charlotte van Württemberg (1816-1887), Duitse prinses en liefdadige
- Olga Alexandrina Maria van Württemberg (1876-1932), hertogin van Württemberg
- Paul Karel Frederik August van Württemberg (1785-1852), Duitse prins en vrijmetselaar
- Pauline Friederike Marie van Württemberg (1810-1856), Duitse prinses en hertogin van Nassau
- Pauline Olga Helene Emma van Württemberg (1877-1965), Duitse prinses
- Pauline Therese Luise van Württemberg (1800-1873), hertogin van Württemberg
- Sophia Dorothea Augusta Louisa van Württemberg (1759-1828), keizerin-gemalin van Rusland (1796-1801)
- Sophia Frederika Mathilde van Württemberg (1818-1877), Groothertogin van Luxemburg (1849-1877)
- Ulrik I van Württemberg (1226-1265), graaf van Württemberg (ca. 1241-1265)
- Ulrik II van Württemberg (1254-1279), graaf van Württemberg (1265-1279)
- Ulrik III van Württemberg (na 1286-1344), graaf van Württemberg (1325-1344)
- Ulrik IV van Württemberg (na 1315-1366), graaf van Württemberg (1344-1362)
- Ulrik V van Württemberg (1412-1488), graaf van Württemberg ( 1419-1426, 1433-1442) en Graaf van Württemberg-Stuttgart (1442-1480)
- Ulrik van Württemberg (1487-1550), hertog van Württemberg (1498-1550) en Graaf van Mömpelgard (1503-1519)
- Willem Eugenius Augustus George (Eugenius) van Württemberg (1846-1877), hertog van Württemberg
- Willem Frederik Hendrik van Württemberg (1761-1830), hertog van Württemberg
- Willem I van Württemberg (1781-1864), koning van Württemberg (1816-1864)
- Willem II van Württemberg (1848-1921), koning van Württemberg (1891-1918)
- Willem Lodewijk van Württemberg (1647-1677), hertog van Württemberg (1674-1677)
- Lodewijk I van Württemberg-Urach (1412-1450), graaf van Württemberg (1419-1442), van Mömpelgard (1419-1450) en van Württemberg-Urach (1442-1450)
- Lodewijk II van Württemberg-Urach (1439-1457), graaf van Württemberg-Urach en van Mömpelgard (1450-1457)
- Charles-Adolphe Wurtz (1817-1884), Frans scheikundige
- Klára Würtz (1965), Hongaarse pianiste
- Hayam Wuruk (1334-1389), heerser van Majapahit (1350-1389)
- Alexander Wurz (1974), Oostenrijks autocoureur
- Charlie Wurz (2005), Oostenrijks-Brits autocoureur
- Bruno van Würzburg (+1045), Duits hertogszoon, bisschop en zalige
- Poppo I van Würzburg (+961), kanselier (931-940) en bisschop (941-961)
- Würzel, pseudoniem van Michael Burston, (1949-2011), Brits zanger en gitarist

## Wus

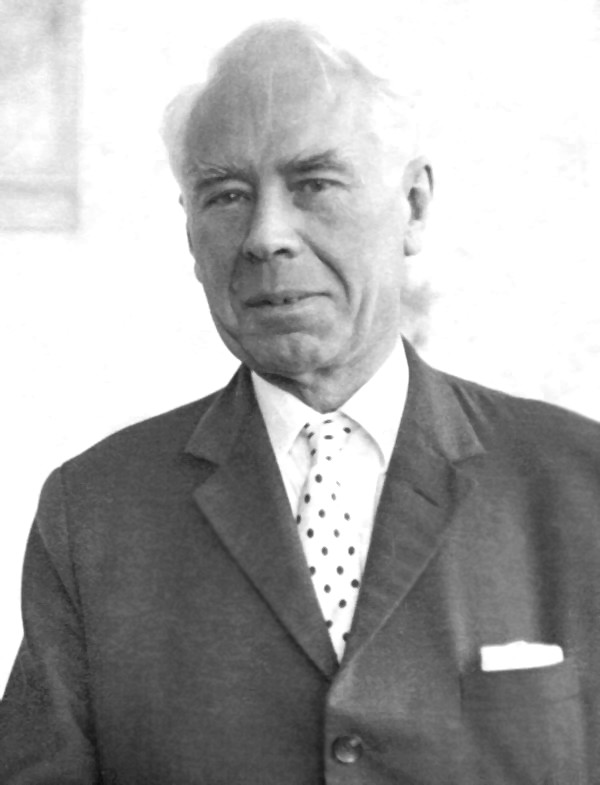
Eugen Wüster (1967)

- Irene Karlijn (Ireen) Wüst (1986), Nederlands schaatsster
- Marcel Wüst (1967), Duits wielrenner
- Bruno Wüstenberg (1912-1984), Duits geestelijke en aartsbisschop
- Eugen Wüster (1898-1977), Oostenrijks interlinguïst en grondlegger van de terminologieleer
- Klaus Wüsthoff (1922-2021), Duits componist en dirigent

## Wut
- Jo Wüthrich (1903-1944), Nederlands verzetsstrijder
- Kurt Wüthrich (1938), Zwitsers chemicus
- Sébastien Wüthrich (1990), Zwitsers voetballer
- Marijke Wuthrich-van der Vlist (1929-2007), Nederlands politicus
- Helene Wuts (1975), Nederlands schaakster

## Wuy
- Frans Wuytack (1934), Belgisch humanitair activist, beeldhouwer, dichter en priester
- Dries Wuytens (1991), Belgisch voetballer
- Jan Wuytens (1985), Belgisch voetballer
- Stijn Wuytens (1989), Belgisch voetballer
- Cornelius Johannes Barchman Wuytiers (1692-1733), Nederlands aartsbisschop
- Danny Wuyts (1968), Vlaams acteur, componist en pianist
- Gustaaf Wuyts (1897-1979), Belgisch atleet
- Leen Wuyts (1950), Belgisch atlete en atletiekcoach
- Marc Wuyts (1967), Belgisch voetballer en voetbaltrainer
- Michel Wuyts (1956), Belgisch publicist en schrijver
- Paul Wuyts, Vlaams acteur
- Peter Wuyts (1973), Belgisch wielrenner
- Willy Wuyts (1930), Belgisch atleet